# ویتنی: بهترین آهنگ‌ها
«ویتنی: بهترین آهنگ‌ها» آلبومی از ویتنی هیوستون است که در ۱۶ مه ۲۰۰۰ منتشر شد.